# Partir là-bas
Part of Your World
Pistes de The Little Mermaid: An Original Walt Disney Records Soundtrack
Daughters of Triton Under the Sea
Partir là-bas (Part of Your World dans la version originale ou Parmi ces gens dans la version québécoise) est une chanson issue du film d'animation La Petite Sirène, sorti en 1989. La chanson a été composée par Alan Menken avec les paroles originales d'Howard Ashman.
La chanson est interprétée dans le film par le personnage principal, la sirène Ariel. Dans la version originale, c'est la chanteuse Jodi Benson qui lui prête sa voix. Pour la version française, la voix d'Ariel chantée a été confiée à Claire Guyot puis à Marie Galey pour le deuxième doublage du film en 1997, même si dans ce deuxième doublage la voix parlée de Ariel reste celle de Claire Guyot. Tandis que Dominique Faure prête sa voix à Ariel l'instant d'interpréter la chanson dans la version québécoise.

## Reprises
- En 1990, chanson reprise notamment par Anne Meson (arrivée chez Disney France en 1989).
- En 1990, la chanson a été reprise par Nikka Costa.
- La chanteuse country américaine Faith Hill a repris cette chanson pour la compilation The Best of Country Sing the Best of Disney sortie en 1996. Ce même titre a été réutilisé en 2008 dans l'album Country Sings Disney.
- En 2000, la chanson a été reprise dans le générique de fin de La Petite Sirène 2 par la version française de Nathalie Fauran, la version québécoise par Élizabeth Blouin-Brathwaite et aussi la version originale de Chely Wright & Ann Marie Boskovich.
- La chanson a été reprise dans plusieurs albums Disneymania : par Jessica Simpson dans la première édition, par Skye Sweetnam pour DisneyMania 3, par Miley Cyrus pour DisneyMania 5 et par Anna Maria Perez de Tagle pour DisneyMania 7.
- En 2007, la chanson a été réutilisée dans la comédie musicale La Petite Sirène, où elle est chantée par Sierra Boggess.
- En 2013, la chanson est reprise par la chanteuse Carly Rae Jepsen, elle la reprend sous le titre de Part of Your World pour la sortie du film d'animation en Blu-Ray et DVD.
- En 2014, la version française est reprise par Louane dans la compilation We Love Disney 2.
- En 2015, la version originale est réinterprétée par Jessie J dans l'édition américaine de l'album We Love Disney.
- En 2017, la chanteuse Aina the End interprète la chanson sur l'album Thank You Disney.
- En 2019, la chanson a été reprise par Auliʻi Cravalho dans le programme The Little Mermaid Live!.